# Fullerton (Kalifornia)
Fullerton város az USA Kalifornia államában, Orange megyében. Lakosainak száma 143 617 fő (2020. április 1.).

## Népesség
A település népességének változása:
| Lakosok száma | 1725 | 135 161 | 143 617 |
|               | 1910 | 2010    | 2020    |